# Katharine Coman
Pour les articles homonymes, voir Coman.
Katharine Ellis Coman (23 novembre 1857-11 janvier 1915) est une historienne, économiste, sociologue, éducatrice et militante sociale américaine. Coman travaille au Wellesley College pendant 35 ans en tant qu'instructrice, professeure et doyenne. Croyant que la discipline de l'économie politique peut être mise à contribution pour résoudre les problèmes sociaux du moment, Coman créé de nouveaux cours dans cette discipline. Elle se spécialise dans la recherche et l'enseignement sur le développement de l'Ouest américaine et de l'industrialisme britannique et américain. Dans son travail, elle critique le capitalisme et soutient le mouvement ouvrier. Elle est aussi la seule femme cofondatrice de l'American Economics Association, auteure de la première grande histoire de l'industrie aux États-Unis et première professeure de statistiques aux États-Unis. Tout au long de sa vie, elle voyage beaucoup pour mener ses recherches en économie. Activiste sociale, Coman soutient le settlement movement et le mouvement ouvrier. Elle partage une maison avec la poète Katharine Lee Bates pendant 25 ans et les deux femmes voyagent souvent ensemble. Coman meurt d'un cancer du sein en 1915. Le Wellesley College fonde la chaire d'histoire industrielle Katharine Coman en son honneur.

## Jeunesse
Coman est née le 23 novembre 1857 de Martha Ann Seymour Coman (1826-1911) et de Levi Parsons Coman (1826-1889) à Newark, dans l'Ohio,. À sa naissance, le père de Coman déclare qu'il montrera aux éducateurs comment éduquer une fille. Sa mère a obtenu son diplôme dans un séminaire féminin dans l'Ohio et son père a fait ses études au Hamilton College. Ainsi, Coman reçoit une grande partie de ses études à la maison. Elle fréquente l'Université du Michigan pendant deux ans, la quitte pour enseigner à Ottawa dans l'Illinois pendant deux ans, puis retourne à l'université. Elle obtient un baccalauréat universitaire en philosophie en 1880, l'une des rares femmes à le faire. Elle est fortement influencée par les travaux de John Stuart Mill, comme en témoignent ses travaux ultérieurs en économie et en histoire. Coman assiste à des conférences sur le socialisme lors d'un voyage à Londres:111. Plus tard dans sa carrière, elle est influencée par Alfred Marshall (1890), Francis Amasa Walker (1883) et le darwinisme social. Pendant ses études à l'Université du Michigan, Coman étudie auprès de Charles Kendall Adams de la German Historical School, James Burrill Angell, alors président de l'université et Henry Carter Adams (en), un statisticien de renom. Après avoir obtenu son doctorat en philosophie, elle rejoint Wellesley College, un collège privé pour femmes nouvellement créé.

## Wellesley College

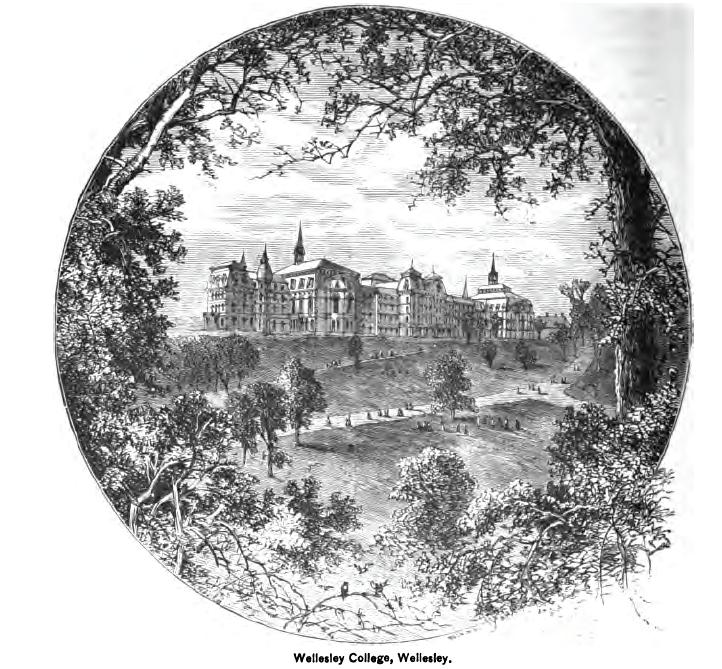
Gravure de Wellesley College vers 1881

Coman est recrutée à Wellesley College par Alice Freeman Palmer, présidente de Wellesley, dont le but est d'attirer des femmes idéalistes dans le corps professoral pour enseigner aux jeunes femmes comment reconstruire la société américaine après les ravages économiques et sociaux de la guerre de Sécession. Coman est recommandée par le président de l’Université du Michigan, James Burrill Angell, qui a remarqué son talent pour l’enseignement. Elle enseigne d'abord la rhétorique anglaise et, en 1881, devient professeure adjointe d'histoire. En 1883, elle est promue professeure titulaire,. Parce que Coman pense que l'économie peut résoudre les problèmes sociaux, elle exhorte l'administration de Wellesley College à proposer des cours en économie. En 1883, elle donne le premier cours d'économie politique de l'université. Pour enseigner aux étudiantes comment appliquer la théorie économique aux problèmes économiques et sociaux du monde réel, elle accompagne ses étudiantes lors de sorties sur le terrain dans les immeubles de Boston, les réunions de syndicats, les usines et les ateliers clandestins. En 1885, à l'âge de 28 ans, elle devient professeure d'histoire et d'économie. La même année, elle décline l'offre pour un poste de doyenne des femmes à l'Université du Michigan, affirmant qu'elle préfère rester à Wellesley et continuer à enseigner. Elle est finalement doyenne par intérim du Wellesley College de 1899 à 1900 ; au cours de cette période, elle fonde un nouveau département d'économie et de sociologie dont elle prend la tête en 1900. Elle prend sa retraite de l'enseignement en 1913 devenant professeure émérite. À propos du dîner d'adieu organisé en son honneur, le New York Times écrit : « Mlle Coman est si étroitement associée à l'histoire et au développement de Wellesley depuis si longtemps que sa perte est profondément ressentie par toute l'université. ». Coman continue à faire des recherches et à écrire jusqu'à sa mort en 1915.
Elle développe et enseigne de nouveaux cours en économie, en histoire et en rhétorique à Wellesley, notamment l’étude statistique des problèmes économiques, l’histoire industrielle des États-Unis et la conservation de nos ressources naturelles, tous encadrés par des données sociologiques relatives à la justice sociale. Coman est ainsi la première femme américaine à enseigner les statistiques,. Wellesley est le seul collège américain de femmes à offrir des cours de statistiques avant 1900.
Selon l'historienne Melinda Ponder, Coman est une enseignante populaire:66. Helen Frances Page Bates et Helen Laura Sumner Woodbury, l'une de ses étudiantes, sont parmi les premières femmes américaines à obtenir un doctorat en économie:994. Woodbury est reconnue comme une historienne du travail importante et une économiste réputée , tandis qu'Helen Bates devient une travailleuse sociale reconnue.
Les papiers de Coman sont conservés aux archives du Wellesley College. En 1921, Wellesley College fonde la chaire d'histoire industrielle Katharine Coman afin d'honorer ses services,:1001.

## Œuvres remarquables
Coman et Elizabeth Kendall co-écrivent en 1902, un livre intitulé A Short History of England for School Use, basé sur des recherches effectuées par Coman en Angleterre entre 1886 et 1894. Coman publie aussi The Industrial History of the United States en 1910. Considérée comme la première histoire industrielle des États-Unis, le livre est réimprimé neuf fois avant 1915. Son article de 1911, « Quelques problèmes non réglés d'irrigation », est le premier article publié dans la revue récemment créée American Economic Review:36.
Son étude de 1912, Economic Beginnings of the Far West: How We Won the Land Beyond the Mississippi:xi est réputée par les chercheurs contemporains d'être le chef-d'œuvre de Coman:166 et « l'un des fruits les plus importants de la Fondation Carnegie pour la promotion de l’enseignement ». Le livre décrit l'histoire économique de l'Ouest américain. Dans ce travail, Coman décrit les processus économiques historiques qui ont conduit l'Ouest à être contrôlé par les colons. Elle constate que les colons avaient plus de succès sur le plan économique que les explorateurs, les commerçants, les trappeurs et les peuples autochtones, car ils avaient construit des colonies de peuplement permanentes, se reproduisaient à un taux plus élevé et avaient établi des réseaux de collaboration:354.
Jane Addams, activiste du settlement movement, et l'une de ses amies intimes, exhorte Coman à rechercher des programmes d’assurance sociale en Europe afin d’établir des programmes similaires aux États-Unis. Coman étudie les assurances sociales en Angleterre, en Espagne, au Danemark et en Suède, mais une mauvaise santé l'empêche de poursuivre ses recherches. Son manuscrit intitulé « Unemployment Insurance: A Summary of European Systems » est publié à titre posthume en 1915.

## Activisme social
Coman est passionnée par les questions sociales et économiques,, en particulier l'éducation des femmes, la pauvreté, l'immigration et le travail,,. Tout au long de sa vie, elle est active dans les mouvements de réforme sociale, en particulier le mouvement syndical et le mouvement de colonisation,,. Elle est la présidente du conseil électoral et présidente du comité permanent de la National College Settlements Association en 1900. Coman organise un groupe de femmes immigrées qui travaillent dans les ateliers clandestins de Boston:166 baptisé « Evening Club for Tailoresses » et tente de créer un atelier de couture pouvant constituer une alternative aux ateliers clandestins. Elle participe à l'organisation de la grève des ouvriers du vêtement à Chicago, en 1910 , à laquelle participent 40 000 ouvriers d'usine. Coman travaille également avec la Women's Trade Union League:166. Travaillant avec son amie économiste et sociologue Emily Greene Balch et d'autres femmes, Coman cofonde la Denison House:166,, une settlement house pour femmes universitaires située à Boston en 1892, dont elle est la première présidente. Denison House offre un centre pour les militants syndicaux de Boston et est la première maison de ce genre sur la côte est.

## Vie privée

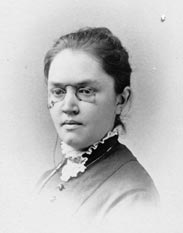
Katharine Lee Bates.

Pendant 25 ans, Coman vit dans un mariage de Boston avec la professeure et poétesse de Wellesley, Katharine Lee Bates:190 , l'autrice de America the Beautiful. De tels partenariats sont si fréquents chez les professeures de Wellesley qu'ils s’appellent aussi « mariages Wellesley »:185; 191–2. Coman et Bates partagent une maison qu'elles nommaient « le scarabée » avec la mère de Bates, Cornelia, et sa sœur, Jeannie:153. Les femmes ont profité de la vie en famille:176. Coman voyage fréquemment pour ses recherches sur l'histoire économique ; elle visite l'Europe, l'Ouest américain, la Scandinavie et l'Égypte. Bates l'accompagne dans beaucoup de ces voyages. Certains chercheurs actuels pensent que les deux femmes formaient un couple lesbien,:196.

## Cancer du sein et mort
Coman découvre une masse dans son sein gauche à l’automne 1911 et subit deux interventions chirurgicales au cours des mois suivants. À l'époque, les médecins ne comprennent ni la nature du cancer du sein, ni ses causes, ni ses traitements. Le pronostic pour Coman est donc mauvais. Coman meurt dans sa maison en janvier 1915, à l'âge de 58 ans,:62. Elle meurt dans une pièce que la famille a nommé "Bohême", car elle donne sur les arbres et les jardins:176. Au moment de sa mort, Coman travaille sur une histoire industrielle de la Nouvelle-Angleterre:1001,.
Pendant la maladie de Coman, les amies de Coman et de Bates - nombre d'entre elles aussi professeures à Wellesley - l'emmènent se promener et lui rendent visite. Elles préparent des repas pour Coman et Bates, apportent des fleurs et des légumes frais, et assurent des tâches et des services destinés à soutenir le moral de Coman.
Bates a relaté la maladie de Coman dans son journal, notant les visites à l'hôpital, les procédures chirurgicales et des détails sur la douleur et la souffrance de Coman. Selon l'historienne du cancer Ellen Leopold, dans les jours qui suivent la mort de Coman, Bates écrit un mémorial pour Coman, conçu pour être distribué en privé à la famille et aux amis proches des deux femmes:61,. Léopold pense que le livre For Katharine Coman's Family and Innermost Circle of Friends est le premier récit sur le cancer du sein de la littérature américaine:61. Vers la fin de la vie de Coman, les deux femmes échangent des adieux aimants en récitant des poèmes et des psaumes,,:176. Plusieurs années après la mort de Coman, Bates continue de pleurer et à se rappeler ses souffrances. En 1922, elle publie un recueil de poèmes sur la maladie de Coman dans le livre Yellow Clover: A Book of Remembrance. Le titre du livre découle du fait que les « deux Katharines », comme on les appelle, se font mutuellement passer des brins de trèfle jaune comme gages d'affection.

## Critiques
Dans le San Francisco Chronicle, le livre de Coman intitulé Economic Beginnings of the Far West: How We Won the Land Beyond the Mississippi (1912) indique que « l'autrice est l'une de ces nouvelles femmes qui montrent ce qui peut être accompli en recherchant par méthode et par industrie et avec beaucoup d’enthousiasme ». Dans une critique de son livre publiée en 1913, l'économisteThomas Nixon Carver (en) loue le style narratif et la prose vivante de Coman. Également en 1913, l'économiste Frederic Paxson critique le livre en faisant valoir qu'il y a des erreurs factuelles et des citations inexactes, et que les données du livre sont déjà largement disponibles dans les bibliothèques de recherche universitaires. Paxson reconnaît que Coman a préparé une bibliographie exhaustive et fourni des notes détaillées pour le livre. Ce livre en deux volumes est aujourd'hui considéré comme un classique et est réimprimé deux fois, par Macmillan en 1925 et par Kelly en 1969.
En 2011, l’American Economic Review commémore ses cent premières années en publiant une liste des vingt premiers articles de l'histoire de la revue. L'article de Coman de 1911 « Some Unsettled Problems of Irrigation » est le premier article publié par le journal,, et est réimprimé dans l'édition de 2011. L'article analyse les droits, l'accès et la disponibilité de l'eau dans le pays. Toujours dans ce numéro de l'American Economic Review, l'économiste Gary D. Libecap souligne que les travaux de Coman sont toujours d'actualité, en particulier pour les chercheurs s'intéressant aux aspects économiques du changement climatique. Elinor Ostrom, un économiste politique américain, estime que l'article de Coman continue de fournir « un éclairage sur les problèmes d'action collective liés à l'irrigation dans l'Ouest américain ».
Gerald F. Vaughn, économiste contemporain écrivant en 2004, propose que Coman soit considérée comme la première économiste institutionnelle américaine. Vaughn note d'autres faits importants sur Coman qui la montrent comme une pionnière pour les femmes universitaires, notamment le fait qu'à l'époque, la discipline et la profession de l'économie sont dominés par les hommes:989. Elle est la seule femme du groupe d'économistes fondateurs de l'American Economic Association en 1885 et la première Américaine à devenir professeure de statistiques,. Vaughn note que ses contributions à l'économie et à l'histoire sociale dépassent le cadre de la « première femme à », notamment en tant qu'autrice du premier article publié dans l'American Economic Review en 1911 et autrice de la première histoire industrielle des États-Unis:989. Le « Naming Project » de l’Université du Michigan indique qu’elle est l’une des premières historiennes à utiliser des articles de journaux locaux et des documents gouvernementaux comme sources principales d'enseignement et d'écriture. Selon Vaughn, les travaux de Coman sur les processus de changement institutionnel dans l'Ouest américain en ont fait une historienne industrielle influente. Son texte, The Industrial History of the United States (1905, révisé en 1910) est largement utilisé comme manuel pendant des décennies.

## Sélection d’œuvres

### Livres
- The Growth of the English Nation (1894)
- History of England (1899)
- A Short history of England avec Elizabeth Kendall
- English History Told by English Poets (1902)
- Industrial History of the United States (1905 ; révisé en 1910 ; réimprimé en 1973).
- Economic Beginnings of the Far West: How We Won the Land Beyond the Mississippi (1912 ; 1925 ; 1969)

### Des articles
- Coman, « The Tailoring Trade and the Sweating System », Publications of the American Economic Association, vol. 6, nos 1/2,‎ 1891, p. 144–147 (JSTOR 2560467)
- Coman, « Wages and Prices in England, 1261–1701 », Journal of Political Economy, vol. 2, no 1,‎ 1893, p. 92–94 (JSTOR 1819834)
- Coman, « The History of Contract Labor in the Hawaiian Islands », Publications of the American Economic Association, vol. 4, no 3,‎ 1903, p. 1–61 (JSTOR 2485748)
- Coman, « The Negro as a Peasant Farmer », Publications of the American Statistical Association, vol. 9, no 66,‎ 1904, p. 39–54 (DOI 10.2307/2276298, JSTOR 2276298)
- Coman, Bogart, Ely et Gay, « Stages of Economic Development.-Discussion », Publications of the American Economic Association, vol. 8, no 1,‎ 1907, p. 127–136 (JSTOR 2999900)
- Coman, Katharine. (1911). "Some Unsettled Problems of Irrigation." American Economic Review 1(1): 1–19. Réimprimé en 2011 as American Economic Review 101: 36–48.